# Мюллюля, Мика
Мика Кристиан Мюллюля (фин. Mika Kristian Myllylä; 12 сентября 1969 — 5 июля 2011) — финский лыжник, чемпион XVIII зимних Олимпийских игр в Нагано, 4-кратный чемпион мира.
Обладатель в общей сложности 15 медалей, завоёванных на Олимпийских играх и чемпионатах мира.

## Биография
Начинал заниматься лыжным спортом в 1981 году в Хаапаярви. В декабре 1991 года дебютировал в Кубке мира, вошёл в состав сборной для участия на Олимпийских играх в Альбервилле, где его лучшим результатом было 14-е место в гонке на 10 км классическим стилем.
В январе 1994 года Мика Мюллюля впервые поднялся на подиум на этапах Кубка мира, став бронзовым призёром в гонках на 15 км в Кавголово и Осло. В том же году на Белой Олимпиаде в Лиллехаммере завоевал серебряную и две бронзовые медали.
Пик достижений финского лыжника приходится на 1996—1999 годы. 7 декабря 1996 года в гонке на 10 км в Давосе выиграл первую в карьере золотую медаль этапа Кубка мира и триумфально выступил на чемпионате мира в Тронхейме, завоевав две серебряные медали и «золото» в лыжном марафоне. Мика Мюллюля уступил в общем зачёте Кубка мира только Бьорну Дэли, но стал обладателем Малого Хрустального глобуса в зачёте Кубка мира на длинных дистанциях.
На Олимпийских играх 1998 года в Нагано первенствовал на классической 30-километровой дистанции с преимуществом над ближайшим преследователем более чем в полторы минуты, выиграв для Финляндии первую с 1964 года золотую олимпийскую медаль в лыжных гонках. Мюллюля также завоевал бронзовые медали в гонке на 10 км и эстафете, из-за простуды не смог принять участие в 50-километровой гонке, в которой также являлся одним из главных фаворитов.
На чемпионате мира 1999 года в Рамзау завоевал три золотые медали, занял 3-е место в общем зачёте Кубка мира сезона-1998/99. В 1997 и 1999 годах Мика Мюллюля был назван спортсменом года в Финляндии. Всего за карьеру 25 раз становился призёром этапов Кубка мира в индивидуальных дистанционных видах, в том числе 10 раз занимал 1-е место.
В 2001 году после чемпионата мира в Лахти вместе с большей частью сборной Финляндии по лыжным гонкам был дисквалифицирован на 2 года за применение запрещённых препаратов. Зимой 2010 года спортсмен сделал признание в том, что в прошлом применял эритропоэтин.
В 2005 году принял решение оставить большой спорт. После завершения карьеры некоторое время работал в Оулу в магазине по продаже спортинвентаря. Имел проблемы с алкоголем, несколько раз был осуждён за вождение автомобиля в нетрезвом состоянии.
5 июля 2011 года Мика Мюллюля найдён мёртвым в своём доме в городе Коккола. Полиция не сообщила обстоятельства смерти финского лыжника, но исключила версию о её насильственном характере. В марте 2012 года министерство внутренних дел Финляндии приняло к рассмотрению дела на 140 полицейских, подозреваемых в сборе личных данных о скончавшемся лыжнике, что противоречит закону о персональных данных. Обвинения были предъявлены 90 полицейским, а двое из них в ходе судебного разбирательства приговорены к штрафу за нарушение закона о персональных данных.